# The Medullary Paralysis
The Medullary Paralysis是一支義大利獨立工業搖滾樂隊，成立於2007年上半旬，現時成員有Alessandro Alfano，Valentino Coletto及Ada。當時他們並不滿意身邊朋友享受生活的方式,希望借音樂來帶出一些別的聲音,就以步向死亡的四階層之末為樂隊命名。The Medullary Paralysis的歌曲主要圍繞於每個人於生命中遲早會經歷的事,如「成功」「失敗」「抑鬱」等等。
他們穿著深紫色乳膠服、化著色彩滿滿的華麗彩妝，並力行提倡不酗酒、不吸毒、不亂交、且要富有同情心。
2009年3月13日The Medullary Paralysis推出了首張EP We Don't Drink, We Don't Take Drugs, We Don't Have Sex, We Feel Compassion”，同時亦提出對他們的生活格言的更好演繹：「我們[相對於主流]從另類角度去享受生活，批判機械式進進出出的性愛，討厭傷害別人，更要於身體力行去表達同情心」。他們更認為,問題不單片面存在於酒精或是性愛中而是在於「上癮」。
樂隊於2010年6月3日至18日舉行了第一次中國巡迴演出，巡邏城市為北京，上海，武漢，長沙，香港，廣州。

## 連結
- 官方網站與Blog（页面存档备份，存于）
- MySpace（页面存档备份，存于）
- Youtube（页面存档备份，存于）
- Flickr相簿（页面存档备份，存于）
- Twitter（页面存档备份，存于）
- Facebook（页面存档备份，存于）